# Florham Park
Florham Park est une ville (borough) du New Jersey, aux États-Unis. Elle est située dans le comté de Morris. Sa population est de 11 696 habitants d'après le recensement de 2010.

## Personnalités associées à la ville
- Kary Antholis (en), documentariste, né à Florham Park[1].

- Mark Guiliana, musicien, né à Florham Park.